# Наголд
Наголд (њем. Nagold) град је у њемачкој савезној држави Баден-Виртемберг. Једно је од 25 општинских средишта округа Калв. Према процјени из 2010. у граду је живјело 22.570 становника. Посједује регионалну шифру (AGS) 8235046.

## Географски и демографски подаци
Наголд се налази у савезној држави Баден-Виртемберг у округу Калв. Град се налази на надморској висини од 411 метара. Површина општине износи 63,1 km². У самом граду је, према процјени из 2010. године, живјело 22.570 становника. Просјечна густина становништва износи 358 становника/km².

## Међународна сарадња
| Мјесто   | Држава    | Врста сарадње | Од    |
| -------- | --------- | ------------- | ----- |
| Јесенице | Словенија | партнерство   | 1994. |
|          | Француска | партнерство   | 1967. |
| Извор    |           |               |       |